# Kader Ayd
Kader Ayd, né le 31 décembre 1976 à Nanterre (Hauts-de-Seine), est un réalisateur, scénariste, acteur et producteur de cinéma français.

## Biographie
À l'âge de 15 ans, Kader Ayd travaille comme volontaire au cinéma Le Galilée à Argenteuil où il a grandi. Entre 1993 et 1995, il tourne deux courts métrages avec ses meilleurs amis, (Nocturne et Au Bout de la Nuit, La Liberté) dans lesquels il est acteur ou réalisateur. En octobre 1995, ils gagneront un prix au festival Regards Jeunes sur la Cité à la Vidéothèque de Paris.
Il signe en 1997 son vrai premier court métrage Qui paiera Les dégâts ?, inspiré d'un titre de NTM. Kool Shen et Samy Naceri sont les acteurs principaux aux côtés de Kader Ayd qui y tient également un rôle. Le film sera diffusé dans l'émission Ciné-ciné court présentée par France Roche.
En 2000, Kader Ayd réalise son premier film avec Karim Abbou Old School. La presse en retiendra un film déjanté dans lequel apparaît pour la première fois JoeyStarr qui compose là sa première bande originale. La première a eu lieu à Cannes le 18 mai 2000 et le film est sorti en salles le 5 juillet de la même année.
Fort de cette expérience, Kader Ayd décide d'explorer Hollywood et part pour les États-Unis. En 2003, David Carradine inspirera à Kader Ayd le court métrage Blaxploitation. Après leur collaboration, David Carradine dira de Kader Ayd qu'il est aussi radical que Tarantino.
Entre 2004 et 2009, il signe des clips pour divers artistes (Rohff, Intouchable, 113, Tonton David, Pit Baccardi).
En 2005, il réalise Ennemis publics. Tourné entre Paris et New York, le film réunit Charles Aznavour, Richard Bohringer, Dolores Chaplin, Philippe Nahon ou encore l'acteur américain Armand Assante. Lors de la production de ce film, Kader Ayd rencontre Julio Mario Santo Domingo Jr avec qui il se lie d'amitié. Ils développeront ensemble un long métrage qu'ils tourneront à Los Angeles aux États-Unis. Malheureusement, Julio décédera en 2009 avant la fin de leur projet intitulé Hype.

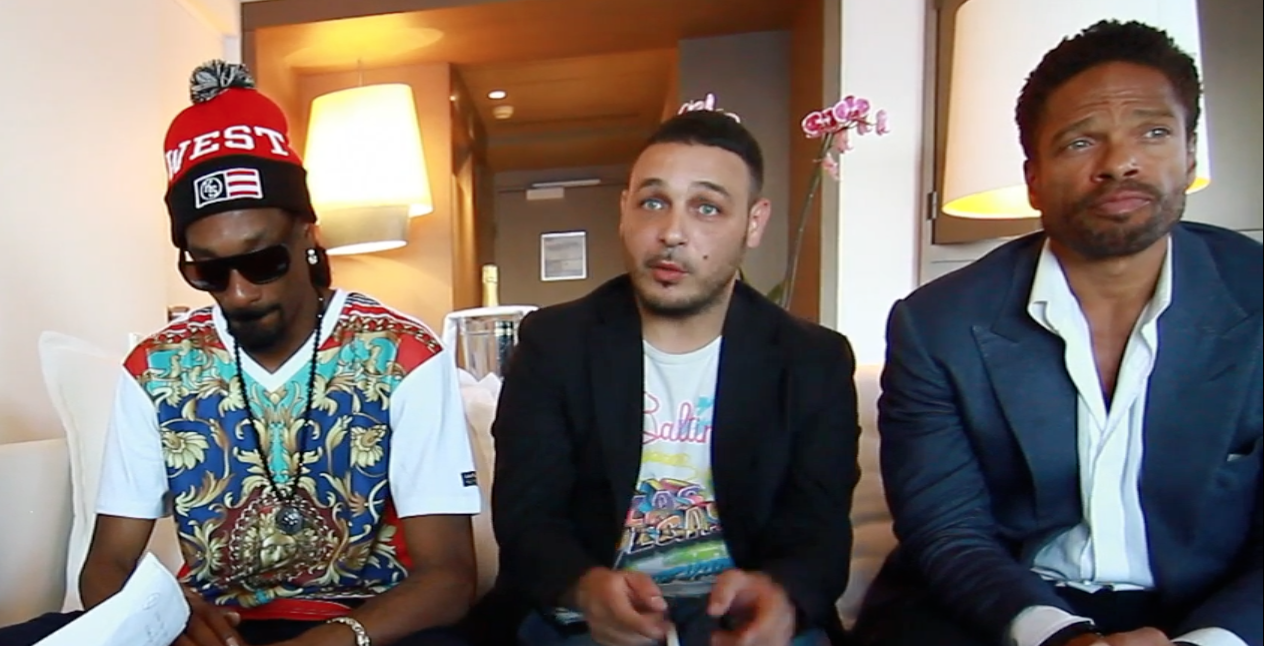
Kader Ayd, Snoop Dogg et Gary Dourdan au festival de Cannes 2014

En 2013, Five Thirteen est présenté au marché du film du Festival de Cannes. C'est le premier film américain de Kader Ayd. Tom Sizemore, Danny Trejo, Taryn Manning, Steven Bauer, James Russo font partie du casting et Dave Stewart (Eurythmics) compose la musique. Le film est présent dans plus de 80 pays à travers le monde. Sorti aux États-Unis le 8 avril 2014, le film est distribué par E1 Entertainment (E1). Tha Outlawz, le groupe de rap du mythique 2 Pac a produit la bande originale du film. Snoop Dogg et le rappeur Scarface sont présents sur 2 morceaux de l'album. Les titres sont accompagnés de clips tournés entre Los Angeles, Amsterdam et Londres.
En 2019, sort A Day Like a Week, un thriller/épouvante, avec Armand Assante, Richard Sammel, Steven Bauer et Tom Sizemore.

## Filmographie

### Réalisateur

#### Courts métrages
- 1998 : Qui Paiera les Dégâts
- 2002 : Blaxploitation
- 2004 : Rohff: Le Biz Des Notres (Diffusé à Bercy au Festival "Hip Hop Don't Stop" le 27 juin 2004)

#### Longs métrages
- 2000 : Old School
- 2005 : Ennemis publics
- 2013 : Five Thirteen
- 2019 : A day like a week
- 2023 : Au nom du Fils

#### Clips
- Intouchable feat. 113 - Dream Team (2004)
- Dj Maze feat. Deen et NK - Notre Histoire (2004)
- Intouchable feat. Tonton David - La Gagne (2005)
- Rohff - Regretté (2006)

### Acteur
- 1995 : Au Bout de la Nuit, la Liberté (court-métrage)
- 1998 : Qui Paiera les Dégâts (court-métrage)
- 1998 : Les Lascars, saison 1
- 2000 : Old School
- 2000 : H, Canal+
- 2005 : Ennemis publics
- 2006 : C'est beau une ville la nuit de Richard Bohringer